# Sport Club Fortuna Köln 1996-1997
Questa voce raccoglie le informazioni riguardanti lo Sport Club Fortuna Köln nelle competizioni ufficiali della stagione 1996-1997.

## Stagione
Nella stagione 1996-1997 il Fortuna Colonia, allenato da Jürgen Gelsdorf e Dieter Epstein, concluse il campionato di 2. Bundesliga all'11º posto. In Coppa di Germania il Fortuna Colonia fu eliminato al primo turno dallo Stoccarda.

## Rosa
| N. |                     | Ruolo | Calciatore          |
| -- | ------------------- | ----- | ------------------- |
| 3  | Germania (bandiera) | C     | Marco Zernicke      |
| 6  | Germania (bandiera) | C     | Jörg Lipinski       |
| 18 | Germania (bandiera) | D     | Matthias Mink       |
| 20 | Germania (bandiera) | C     | Dirk Lottner        |
| 23 | Germania (bandiera) | P     | Andreas Wessels     |
| 29 | Germania (bandiera) | P     | Wolfgang Wiesner    |
| 15 | Germania (bandiera) | D     | René Hahn           |
| 24 | Germania (bandiera) | D     | Markus Kranz        |
| 5  | Germania (bandiera) | D     | Nico Niedziella     |
| 4  | Germania (bandiera) | D     | Jürgen Radschuweit  |
| 17 | Germania (bandiera) | D     | Hans-Jörg Schneider |
| 10 | Ghana (bandiera)    | C     | Charles Akonnor     |

| N. |                                 | Ruolo | Calciatore          |
| -- | ------------------------------- | ----- | ------------------- |
| 8  | Marocco (bandiera)              | C     | Rachid Azzouzi      |
| 2  | Germania (bandiera)             | C     | Holger Broich       |
| 28 | Bosnia ed Erzegovina (bandiera) | C     | Hajrudin Catic      |
| 13 | Germania (bandiera)             | C     | Dirk de Wit         |
| 7  | Germania (bandiera)             | C     | Antoine Hey         |
| 27 | Germania (bandiera)             | C     | Jürgen Niggemann    |
| 21 | Germania (bandiera)             | C     | Christiaan Pförtner |
| 22 | Germania (bandiera)             | C     | Olaf Renn           |
| 11 | Germania (bandiera)             | A     | Thomas Brdarić      |
| 16 | Germania (bandiera)             | A     | Christoph Dengel    |
| 9  | Germania (bandiera)             | A     | Rainer Krieg        |
| 19 | Germania (bandiera)             | A     | Edgar Schmitt       |

## Organigramma societario
Area tecnica
- Allenatore: Dieter Epstein
- Allenatore in seconda:
- Preparatore dei portieri:
- Preparatori atletici:

## Calciomercato

### Sessione estiva
| Acquisti | Acquisti         | Acquisti           | Acquisti |
| R.       | Nome             | da                 | Modalità |
| -------- | ---------------- | ------------------ | -------- |
| A        | Thomas Brdarić   | Fortuna Düsseldorf |          |
| A        | Christoph Dengel | Kaiserslautern     |          |
| D        | René Hahn        | Bayer Leverkusen   |          |
| C        | Olaf Renn        | Chemnitz           |          |

| Cessioni | Cessioni         | Cessioni      | Cessioni |
| R.       | Nome             | a             | Modalità |
| -------- | ---------------- | ------------- | -------- |
| A        | Mikkel Beck      | Middlesbrough |          |
| C        | Stefan Böger     | Gütersloh     |          |
| C        | Roland Gisinger  | SG Egelsbach  |          |
| P        | Adam Matysek     | Gütersloh     |          |
| A        | Jacob Svinggaard | Copenaghen    |          |

### Sessione invernale
| Acquisti | Acquisti      | Acquisti  | Acquisti |
| R.       | Nome          | da        | Modalità |
| -------- | ------------- | --------- | -------- |
| A        | Edgar Schmitt | Karlsruhe |          |

| Cessioni | Cessioni | Cessioni | Cessioni |
| R.       | Nome     | a        | Modalità |
| -------- | -------- | -------- | -------- |

## Risultati

### 2. Bundesliga

#### Girone di andata
| Arbitro: | Zerr |

|                         |           |  |
| Schneider 11’ Krieg 55’ | Marcatori |  |

| Arbitro: | Strampe |

|                              |           |                                       |
| Kobylański 6’, 50’ Hayer 32’ | Marcatori | 18’ Niedziella 59’ Krieg 83’ Lipinski |

| Arbitro: | Hufgard |

|                   |           |  |
| Krieg 66’ Hey 78’ | Marcatori |  |

| Arbitro: | Hilmes |

|                                    |           |             |
| Gaudino 47’, 80’ Güntensperger 89’ | Marcatori | 79’ Lottner |

| Arbitro: | Weiner |

|                  |           |                             |
| Lottner 76’, 80’ | Marcatori | 50’ Fuchs 58’, 62’ Heidrich |

| Arbitro: | Neis |

|  |           |                                 |
|  | Marcatori | 40’ Hey 67’ Lipinski 88’ Dengel |

| Arbitro: | Stark |

|                                      |           |  |
| Hey 20’ Reekers 49’ (aut.) Krieg 62’ | Marcatori |  |

| Unterhaching 29 settembre 1996, ore 15:00 CEST 8ª giornata | Unterhaching | 0 – 0 referto | Fortuna Colonia | Stadion am Sportpark (3 000 spett.)\| Arbitro: \| Hauer \| |
| Arbitro:                                                   | Hauer        |               |                 |                                                            |

| Arbitro: | Kadach |

|             |           |            |
| Akonnor 40’ | Marcatori | 61’ Helmig |

| Arbitro: | Wack |

|                           |           |             |
| Nyhlén 44’ Marić 47’, 63’ | Marcatori | 80’ Lottner |

| Colonia 21 ottobre 1996, ore 19:30 CEST 11ª giornata | Fortuna Colonia | 0 – 0 referto | Kaiserslautern | Südstadion (8 500 spett.)\| Arbitro: \| Müller \| |
| Arbitro:                                             | Müller          |               |                |                                                   |

| Arbitro: | Frey |

|           |           |             |
| Weber 30’ | Marcatori | 84’ Lottner |

| Arbitro: | Keßler |

|                                                                    |           |             |
| Hey 2’ Krieg 59’ Dengel 61’, 67’ Renn 73’ Lipinski 79’ Lottner 83’ | Marcatori | 21’ Sievers |

| Arbitro: | Blumenstein |

|                 |           |                             |
| van Buskirk 52’ | Marcatori | 15’ Radschuweit 78’ Lottner |

| Arbitro: | Dehmelt |

|              |           |         |
| Hoffmann 59’ | Marcatori | 30’ Hey |

| Arbitro: | Pohlmann |

|           |           |                                   |
| Krieg 65’ | Marcatori | 11’, 45’ Lieberknecht 22’ Ouakili |

| Arbitro: | Hilmes |

|                       |           |  |
| Kirsten 51’ Menze 63’ | Marcatori |  |

#### Girone di ritorno
| Arbitro: | Fleischer |

|                             |           |             |
| Tyszkiewicz 21’ Meißner 45’ | Marcatori | 90’ Akonnor |

| Arbitro: | Wezel |

|                                   |           |  |
| Krieg 9’ Akonnor 53’ Hey 84’, 86’ | Marcatori |  |

| Arbitro: | Neis |

|                                              |           |                             |
| Kranz 19’ (aut.) Kruse 37’, 64’ Hartmann 90’ | Marcatori | 12’ Radschuweit 55’ Schmitt |

| Colonia 14 marzo 1997, ore 19:00 CET 21ª giornata | Fortuna Colonia | 0 – 0 referto | Eintracht Francoforte | Südstadion (6 000 spett.)\| Arbitro: \| Schütz \| |
| Arbitro:                                          | Schütz          |               |                       |                                                   |

| Arbitro: | Hauer |

|                                                |           |             |
| Wuckel 19’ Opoku 22’ Hoffmann 36’ Weichert 70’ | Marcatori | 90’ Brdarić |

| Colonia 27 marzo 1997, ore 19:00 CET 23ª giornata | Fortuna Colonia | 0 – 0 referto | Meppen | Südstadion (3 000 spett.)\| Arbitro: \| Wendorf \| |
| Arbitro:                                          | Wendorf         |               |        |                                                    |

| Arbitro: | Pohlmann |

|               |           |  |
| Tschiedel 53’ | Marcatori |  |

| Arbitro: | Friedrichs |

|                            |           |            |
| Akonnor 38’ Krieg 48’, 65’ | Marcatori | 81’ Hartig |

| Arbitro: | Hufgard |

|  |           |                                 |
|  | Marcatori | 17’, 88’ Hey 75’ Renn 90’ Krieg |

| Arbitro: | Blumenstein |

|             |           |                 |
| Schmitt 75’ | Marcatori | 14’, 58’ Kevric |

| Arbitro: | Byernetzky |

|                      |           |  |
| Wegmann 34’ Kuka 62’ | Marcatori |  |

| Arbitro: | Lange |

|                       |           |  |
| Krieg 52’ Brdarić 85’ | Marcatori |  |

| Arbitro: | Neis |

|           |           |             |
| Tammen 3’ | Marcatori | 89’ Lottner |

| Arbitro: | Wack |

|             |           |                          |
| Schmitt 22’ | Marcatori | 14’ Golombek 85’ Straube |

| Arbitro: | Dehmelt |

|  |           |                                      |
|  | Marcatori | 60’ Golke 79’ Jurgeleit 86’ Iashvili |

| Arbitro: | Wezel |

|                        |           |  |
| Erhard 53’ Demandt 75’ | Marcatori |  |

| Arbitro: | Fröhlich |

|                  |           |            |
| Schmitt 27’, 63’ | Marcatori | 81’ Hermel |

### Coppa di Germania
| Arbitro: | Fleischer |

|                             |                      |                    |
| Balăkov Legat Soldo Verlaat | Tiri di rigore 4 – 1 | Lottner de Wit Hey |

## Statistiche

### Statistiche di squadra
| Competizione      | Punti | In casa | In casa | In casa | In casa | In casa | In casa | In trasferta | In trasferta | In trasferta | In trasferta | In trasferta | In trasferta | Totale | Totale | Totale | Totale | Totale | Totale | DR |
| Competizione      | Punti | G       | V       | N       | P       | Gf      | Gs      | G            | V            | N            | P            | Gf           | Gs           | G      | V      | N      | P      | Gf     | Gs     | DR |
| ----------------- | ----- | ------- | ------- | ------- | ------- | ------- | ------- | ------------ | ------------ | ------------ | ------------ | ------------ | ------------ | ------ | ------ | ------ | ------ | ------ | ------ | -- |
| 2. Bundesliga     | 42    | 17      | 8       | 4       | 5       | 31      | 17      | 17           | 3            | 5            | 9            | 21           | 30           | 34     | 11     | 9      | 14     | 52     | 47     | +5 |
| Coppa di Germania | -     | 0       | 0       | 0       | 0       | 0       | 0       | 1            | 0            | 1            | 0            | 0            | 0            | 1      | 0      | 1      | 0      | 0      | 0      | 0  |
| Totale            | 42    | 17      | 8       | 4       | 5       | 31      | 17      | 18           | 3            | 6            | 9            | 21           | 30           | 35     | 11     | 10     | 14     | 52     | 47     | +5 |

### Andamento in campionato
| Giornata  | 1 | 2 | 3 | 4 | 5 | 6 | 7 | 8 | 9 | 10 | 11 | 12 | 13 | 14 | 15 | 16 | 17 | 18 | 19 | 20 | 21 | 22 | 23 | 24 | 25 | 26 | 27 | 28 | 29 | 30 | 31 | 32 | 33 | 34 |
| --------- | - | - | - | - | - | - | - | - | - | -- | -- | -- | -- | -- | -- | -- | -- | -- | -- | -- | -- | -- | -- | -- | -- | -- | -- | -- | -- | -- | -- | -- | -- | -- |
| Luogo     | C | T | C | T | C | T | C | T | C | T  | C  | T  | C  | T  | T  | C  | T  | T  | C  | T  | C  | T  | C  | T  | C  | T  | C  | T  | C  | T  | C  | C  | T  | C  |
| Risultato | V | N | V | P | P | V | V | N | N | P  | N  | N  | V  | V  | N  | P  | P  | P  | V  | P  | N  | P  | N  | P  | V  | V  | P  | P  | V  | N  | P  | P  | P  | V  |
| Posizione | 3 | 2 | 1 | 5 | 9 | 4 | 3 | 3 | 4 | 7  | 7  | 8  | 6  | 2  | 3  | 5  | 6  | 8  | 7  | 9  | 7  | 10 | 11 | 12 | 10 | 8  | 10 | 10 | 9  | 10 | 11 | 11 | 13 | 11 |

Legenda:

Luogo: C = Casa; T = Trasferta. Risultato: V = Vittoria; N = Pareggio; P = Sconfitta.

### Statistiche dei giocatori
| Giocatore      | 2. Bundesliga | 2. Bundesliga | 2. Bundesliga | 2. Bundesliga | Coppa di Germania | Coppa di Germania | Coppa di Germania | Coppa di Germania | Totale   | Totale | Totale      | Totale     |
| Giocatore      | Presenze      | Reti          | Ammonizioni   | Espulsioni    | Presenze          | Reti              | Ammonizioni       | Espulsioni        | Presenze | Reti   | Ammonizioni | Espulsioni |
| -------------- | ------------- | ------------- | ------------- | ------------- | ----------------- | ----------------- | ----------------- | ----------------- | -------- | ------ | ----------- | ---------- |
| C. Akonnor     | 29            | 4             | 5             | 0             | 1                 | 0                 | 0                 | 0                 | 30       | 4      | 5           | 0          |
| R. Azzouzi     | 11            | 0             | 2             | 0             | 1                 | 0                 | 0                 | 0                 | 12       | 0      | 2           | 0          |
| T. Brdarić     | 21            | 2             | 0             | 1             | 1                 | 0                 | 0                 | 0                 | 22       | 2      | 0           | 1          |
| H. Broich      | 0             | 0             | 0             | 0             | 0                 | 0                 | 0                 | 0                 | 0        | 0      | 0           | 0          |
| H. Catic       | 0             | 0             | 0             | 0             | 0                 | 0                 | 0                 | 0                 | 0        | 0      | 0           | 0          |
| C. Dengel      | 25            | 3             | 4             | 1             | 0                 | 0                 | 0                 | 0                 | 25       | 3      | 4           | 1          |
| R. Hahn        | 5             | 0             | 1             | 0             | 0                 | 0                 | 0                 | 0                 | 5        | 0      | 1           | 0          |
| A. Hey         | 32            | 9             | 4             | 0             | 1                 | 0                 | 0                 | 0                 | 33       | 9      | 4           | 0          |
| M. Kranz       | 27            | 0             | 9             | 0             | 1                 | 0                 | 0                 | 0                 | 28       | 0      | 9           | 0          |
| R. Krieg       | 31            | 11            | 1             | 0             | 1                 | 0                 | 0                 | 0                 | 32       | 11     | 1           | 0          |
| J. Lipinski    | 33            | 3             | 6             | 0             | 1                 | 0                 | 1                 | 0                 | 34       | 3      | 7           | 0          |
| D. Lottner     | 33            | 8             | 9             | 0             | 1                 | 0                 | 0                 | 0                 | 34       | 8      | 9           | 0          |
| M. Mink        | 21            | 0             | 4             | 0             | 1                 | 0                 | 0                 | 0                 | 22       | 0      | 4           | 0          |
| N. Niedziella  | 31            | 1             | 12            | 0             | 1                 | 0                 | 0                 | 0                 | 32       | 1      | 12          | 0          |
| J. Niggemann   | 13            | 0             | 0             | 0             | 0                 | 0                 | 0                 | 0                 | 13       | 0      | 0           | 0          |
| C. Pförtner    | 4             | 0             | 1             | 0             | 1                 | 0                 | 0                 | 0                 | 5        | 0      | 1           | 0          |
| J. Radschuweit | 31            | 2             | 5             | 1             | 1                 | 0                 | 1                 | 0                 | 32       | 2      | 6           | 1          |
| O. Renn        | 29            | 2             | 7             | 0             | 0                 | 0                 | 0                 | 0                 | 29       | 2      | 7           | 0          |
| E. Schmitt     | 11            | 5             | 3             | 0             | 0                 | 0                 | 0                 | 0                 | 11       | 5      | 3           | 0          |
| H. Schneider   | 21            | 1             | 7             | 0             | 0                 | 0                 | 0                 | 0                 | 21       | 1      | 7           | 0          |
| A. Wessels     | 34            | 0             | 4             | 0             | 1                 | 0                 | 0                 | 0                 | 35       | 0      | 4           | 0          |
| W. Wiesner     | 0             | 0             | 0             | 0             | 0                 | 0                 | 0                 | 0                 | 0        | 0      | 0           | 0          |
| M. Zernicke    | 15            | 0             | 2             | 0             | 0                 | 0                 | 0                 | 0                 | 15       | 0      | 2           | 0          |
| D. de Wit      | 7             | 0             | 1             | 0             | 1                 | 0                 | 0                 | 0                 | 8        | 0      | 1           | 0          |